# Chalcomitra fuliginosa
Chalcomitra fuliginosa е вид птица от семейство Nectariniidae.